# Æthelberht II van East Anglia
Æthelberht II van East Anglia (overleden in 794) was koning van East Anglia. Hij wordt vereerd als martelaar en heilige.

## Levensloop en verering als heilige
Æthelberht zou rond het jaar 780 koning van East Anglia geworden zijn. Er zijn nauwelijks historische feiten over hem bekend. De verhalen over hem in hoog- en laatmiddeleeuwse hagiografieën waren van groot belang voor zijn betekenis als heilige, maar leren weinig over zijn zinvolheid als persoon.
In 794 liet hij munten slaan die zijn portret en naam droegen. Op de keerzijde van de munt liet hij, naar Romeins voorbeeld of in traditie van de Wuffingen-dynastie, een Capitolijnse wolvin plaatsen met daaronder het onderschrift "Rex" (koning). Waarschijnlijk droeg deze zelfbewuste provocatie bij aan zijn levenseinde. In 794 werd hij namelijk op bevel van koning Offa van Mercia onthoofd.
De cultus rond Æthelberht startte vrijwel meteen na zijn dood. Rond 940 werd in Hoxne een kerk ingewijd die ter ere van hem was gebouwd, in 1000 gevolgd door de naar hem vernoemde kathedraal van Hereford. Hereford werd het centrum van de verering van de heilige en Æthelberht werd ook de patroonheilige van de stad. Ook in East Anglia genoot hij veel aanzien en er werden veertien kerken die naar hem werden vernoemd ingewijd. Zijn feestdag valt op 20 januari. Ook nadat de Welsh in 1055 de kathedraal van Hereford plunderden en zijn relieken stalen, bleef zijn cultus bestaan. Drie middeleeuwse hagiografieën werden aan hem gewijd.
Het eerste verhaal over zijn leven dateert uit het midden van de 13e eeuw en werd geschreven door Matthew Paris. Volgens Richard van Cirenchester, een monnik en 14e-eeuwse geschiedschrijver, was Æthelberht de zoon van koning Æthelred I van East Anglia uit diens huwelijk met Leofrana, een vrouw afkomstig uit het koninkrijk Mercia. Hij zou een kloosterleven overwogen hebben, alvorens hij gedwongen werd om te huwen met Altrida, dochter van koning Offa van Mercia. Ondanks slechte voortekenen reisde hij naar het hof van Offa om zijn bruid te ontmoeten, waar hij na een intrige van koningin Cynethryth onthoofd werd. Eerst werd zijn lijk ergens gedumpt, om enkele dagen later bijgezet te worden in de kerk van Hereford. Zijn hoofd zou naar Westminster Abbey zijn gebracht. In de Chronicon van John Brompton, rond 1437 geschreven, werd de legende rond zijn leven verder opgesmukt.
- Gemeinsame Normdatei: 10241923X
- International Standard Name Identifier: 0000 0000 0454 1593
- Library of Congress Control Number: no2019021104
- Virtual International Authority File: 23155042691872400050
- WorldCat: E39PBJcGrDtYDXjRrJ3R7yCqQq